# Mohammed Abu
Mohammed Abu (* 14. November 1991 in Accra) ist ein ghanaischer ehemaliger Fußballspieler.

## Karriere

### Verein
Abu erlernte die Balltechnik beim ghanaischen Verein Accra Hearts of Oak.  Der englische Erstligaclub Manchester City verpflichtete ihn 2010 und lieh ihn an den norwegischen Verein Strømsgodset IF aus, wo er zu 35 Einsätzen kam und ein Tor erzielte.
Am 31. Januar 2012 gab Eintracht Frankfurt bekannt, dass Abu im Rahmen einer Kooperation bis Saisonende von Manchester City ausgeliehen werde. Am 30. März 2012 verließ er Eintracht Frankfurt wieder ohne ein Spiel absolviert zu haben und wechselte erneut von Manchester City, zum norwegischen Erstligisten Strømsgodset IF. Dort kam er bis Ende Juni 2012 zu elf Einsätzen und erzielte zwei Tore.
Nach seiner Rückkehr zu den Citizens wurde er Ende August 2012 für die Saison 2012/13 an den spanischen Erstligisten Rayo Vallecano ausgeliehen.

### International
Seit 2011 ist Abu ghanaischer Nationalspieler. Beim Africa-Cup 2012 kam er in zwei Partien für Ghana zum Einsatz, unter anderem im Spiel um Platz 3 gegen Mali.